# Tysjača vtoraja chitrost'
Tysjača vtoraja chitrost' (Тысяча вторая хитрость) è un film del 1915 diretto da Evgenij Bauėr.